# Johann Daniel Herrnschmidt
Johann Daniel Herrnschmidt (ook: Herrnschmid of Herrenschmid) (Bopfingen, 11 april 1675 – Halle (Saale), 5 februari 1723) is een Duits luthers theoloog en kerklieddichter.

## Biografie
Herrnschmidts vader (Georg Adam Herrnschmidt) en grootvader (Jakob Adam Herrnschmidt) waren dominees in Bopfingen. In 1690 volgde Herrnschmidt het gymnasium in Nördlingen; vanaf 1693 in Heilbronn. De Universiteit van Altdorf volgde hij vanaf 1696; twee jaar later promoveerde hij tot magister. Voorjaar 1702 werd Herrnschmidt in Bopfingen vicaris; in juli van hetzelfde jaar werd hij diaken, later dominee. In 1712 werd Johann Herrnschmidt tot superintendent, hofprediker en consistorieraadslid benoemd door vorst George August Samuel van Nassau-Idstein. Op 11 januari 1712 werd zijn zoon Georg Ludwig Herrnschmidt geboren. In 1715 werd Herrnschmidt, die de doctorstitel in de theologie bezat, door Frederik Willem I van Pruisen tot professor in de theologie benoemd. Door een heftige slijmvliesontsteking werden Johann Daniel Herrnschmidt en zijn vrouw Sabina Katharina Schwarz ziek eind januari 1723. Twee weken later stierf Herrnschmidt; een dag later zijn vrouw. Hij behoorde tot de belangrijkste dichters van het piëtisme.

## Publicaties (selectie)
- Gott will's machen, dass die Sachen gehen, wie es heilsam ist (EG/Wü 620)
- Lobe den Herren, o meine Seele (EG 303, MG 84)
- Dichterlijke herschrijving van Psalm 96: Singt dem Herrn nah und fern, rühmt ihn mit frohem Schall!